# Demopolis
Demopolis – miasto w Stanach Zjednoczonych, w stanie Alabama, w hrabstwie Marengo. W roku 2023 miasto zamieszkiwały 6833 osoby, a gęstość zaludnienia wynosiła 211,5 osoby/km².